# Espectroelectroquímica Raman
La espectroelectroquímica Raman (Raman-SEC) es una técnica que estudia fenómenos de dispersión inelástica o dispersión Raman de luz monocromática que incide sobre compuestos químicos que participan en un proceso electródico. Esta técnica proporciona información sobre transiciones energéticas vibracionales que se producen cuando una fuente de luz monocromática, normalmente procedente de un láser perteneciente a la región espectral visible o del infrarrojo cercano, interactúa con la muestra provocando dispersión de fotones. La espectroelectroquímica Raman proporciona información específica sobre cambios en estructura, composición y orientación de las moléculas sobre la superficie del electrodo que participan en una reacción electroquímica, como si se tratase de una verdadera huella dactilar de los compuestos.
Cuando un haz de radiación monocromática procedente de un láser incide sobre la muestra, la mayor parte de los fotones se dispersan de forma elástica, es decir, con la misma longitud de onda que la luz incidente; pero una pequeña parte lo hace de manera inelástica, en la que la longitud de onda de la radiación dispersada se modifica con respecto a la de la luz incidente. Cuando la dispersión es elástica, el fenómeno se llama dispersión de Rayleigh, mientras que cuando es inelástica se denomina dispersión Raman. El fundamento de la espectroscopía Raman, combinado con las técnicas electroquímicas, hacen de la espectroelectroquímica Raman una técnica muy potente en la identificación y cuantificación de moléculas.

## Métodos
La principal ventaja de la espectroelectroquímica Raman es que puede emplearse para analizar disoluciones acuosas. En cambio, el mayor inconveniente radica en la débil intensidad de señal Raman que proporciona. Con el objetivo de mejorar significativamente la sensibilidad y selectividad de la técnica se han desarrollado diferentes métodos que ayudan a solventar este problema:
- Efecto RRS (Resonance Raman Scaterring)

El efecto de resonancia Raman produce un aumento de la intensidad Raman hasta 106 veces. En este fenómeno la interacción de la luz monocromática con la muestra produce la transición de las moléculas del estado fundamental a un estado electrónico excitado en lugar de a un estado virtual como tiene lugar en la espectroscopía Raman normal. Este fenómeno de aumento de la intensidad se puede observar en materiales como los nanotubos de carbono.

- Efecto SERS (Surface-Enhanced Raman Scattering)

La espectroscopía Raman de superficie mejorada o la dispersión Raman amplificada por la superficie (SERS) es una técnica capaz de incrementar la intensidad de la señal Raman hasta 1011 veces. Este fenómeno se basa en la interacción de la luz monocromática sobre materiales que presentan propiedades plasmónicas. Los metales más habitualmente utilizados para provocar el efecto SERS son metales nobles con banda plasmónica (oro, plata o cobre). Para lograr este efecto la superficie metálica debe ser nanoestructurada, que se consigue generando o depositando nanoestructuras metálicas de estos materiales en la superficie electródica. Un inconveniente de este fenómeno es, en ocasiones, la falta de reproducibilidad de los espectros debido a la dificultad de obtener superficies nanoestructuradas idénticas en cada experiencia.
- Efecto SOERS (Surface-Oxidation-Enhanced Raman Scattering)

La dispersión Raman amplificada por oxidación de la superficie (SOERS) es un proceso semejante a SERS, que permite mejorar la señal Raman cuando se produce la oxidación anódica de una superficie electródica de Ag. Este proceso se lleva a cabo a potenciales lo suficientemente positivos para asegurar que se produzca la oxidación de la superficie electródica. Existen diferencias significativas con el efecto SERS, pero igualmente permite amplificar la respuesta.

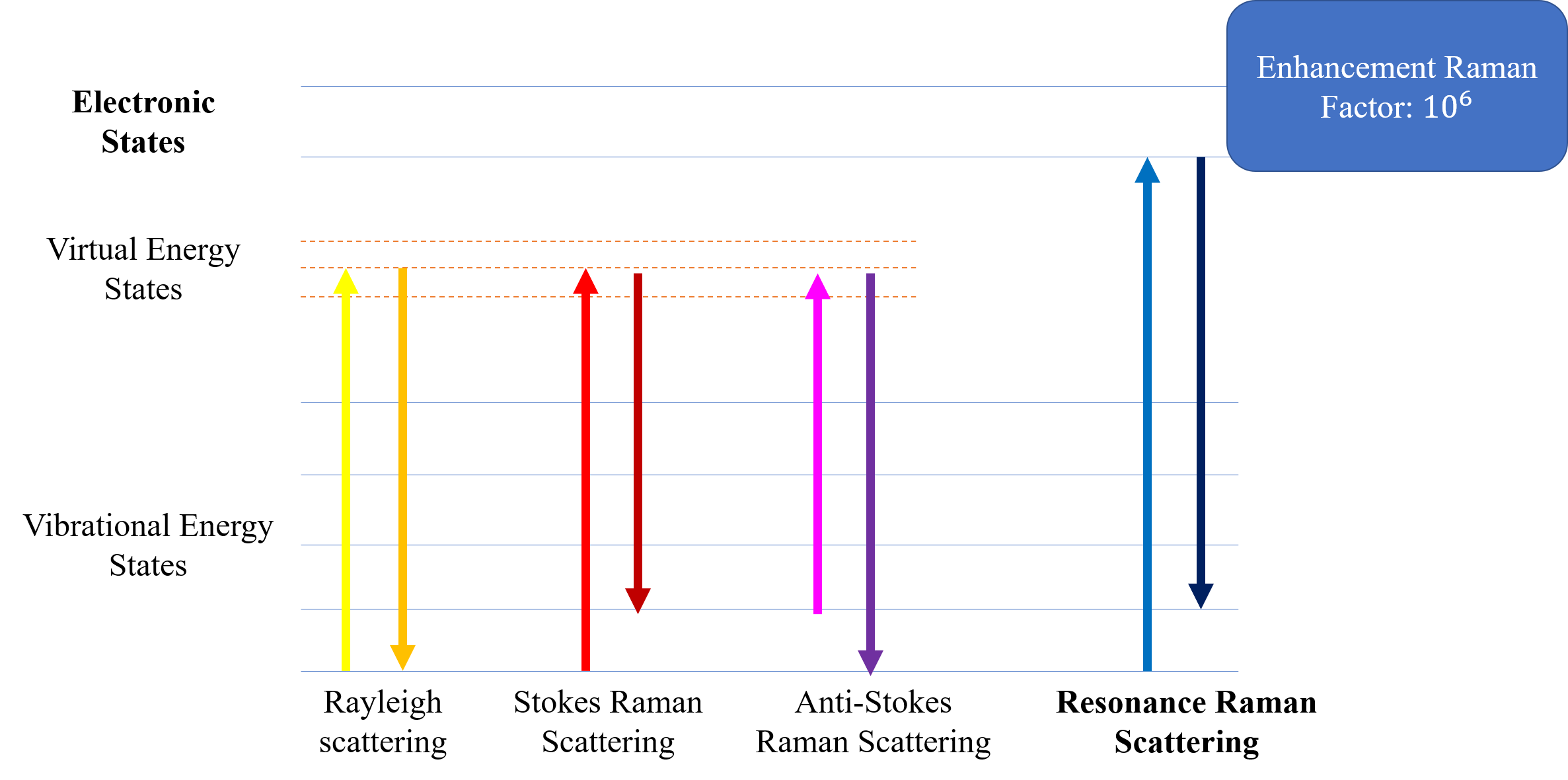
Esquema de los diferentes niveles de energía mostrando los estados implicados en la señal Raman

- SHINERS (Shell-Isolated Nanoparticle-Enhanced Raman Spectroscopy)

En SHINERS, las nanopartículas metálicas se encuentran recubiertas con capas ultrafinas de sílice, sin agujeros, formando nanopartículas aisladas. Los núcleos metálicos (Au o Ag, habitualmente) se encargan de mejorar las señales Raman de las moléculas cercanas, mientras que las capas de sílice eliminan la influencia de los núcleos metálicos en las señales Raman y electroquímicas evitando que las moléculas se adsorban directamente sobre ellas. La cubierta de sílice puede mejorar la estabilidad química y térmica de las nanopartículas. Este hecho tiene gran importancia en el estudio in situ de reacciones catalíticas. La alta sensibilidad de la superficie hace que SHINERS sea una herramienta prometedora para el estudio en interfaces de líquido-sólido, especialmente en espectroelectroquímica.
- TERS (Tip-Enhanced Raman Scattering)

La dispersión Raman amplificada por una punta (TERS) es una técnica que proporciona información molecular a escala nanométrica. En el diseño de este tipo de dispersión se reemplaza la película metálica por una punta de metal afilada de tamaño nanométrico, concentrando la rugosidad directamente en una pequeña región que permite mejorar la resolución espacial de las técnicas de barrido en espectroscopía Raman.

## Configuración
En la realización de experimentos de Raman-SEC se pueden emplear varias configuraciones. Las señales de dispersión Raman son de muy baja intensidad, por lo que se requieren configuraciones ópticas bien alineadas, y precisan de un adecuado enfoque del haz de luz incidente además de una recolección eficiente de los fotones dispersados en la superficie electródica. Muchos de los instrumentos empleados para Raman-SEC se basan en la unión de un espectrómetro, un potenciostato y un microscopio confocal, ya que de este modo se consigue focalizar y recoger los fotones dispersados de un modo muy eficiente. Otra de las posibilidades es utilizar equipos de espectroscopía Raman de baja resolución donde el haz de radiación incidente no está focalizado en un punto concreto de la superficie, el área de muestreo es mayor y se obtiene información promedio de lo que ocurre en toda la superficie electródica.
Existen tres configuraciones típicas en Raman:
- Configuración en reflexión normal. Generalmente la medida de la radiación dispersada Raman se realiza dirigiendo el haz de radiación monocromática de modo normal sobre la superficie del electrodo. La luz dispersada se recoge y se dirige al monocromador que filtra las longitudes de onda cercanas a la línea del láser, correspondiente a la dispersión elástica Rayleigh, mientras que el resto de la luz dispersada es dirigida a un detector de fotones, encargado de registrar el espectro.[1][4]
- Microscopio invertido: en ciertas ocasiones la fuente de luz láser enfoca la muestra desde la parte anterior del electrodo, gracias al empleo de electrodos ópticamente transparentes (OTE), compuestos por materiales que posean buena conductividad eléctrica y una adecuada transparencia óptica en la región espectral de interés.[4]
- La configuración angular: normalmente se emplea cuando se combinan las técnicas electroquímicas con la espectroscopía TERS.[4]

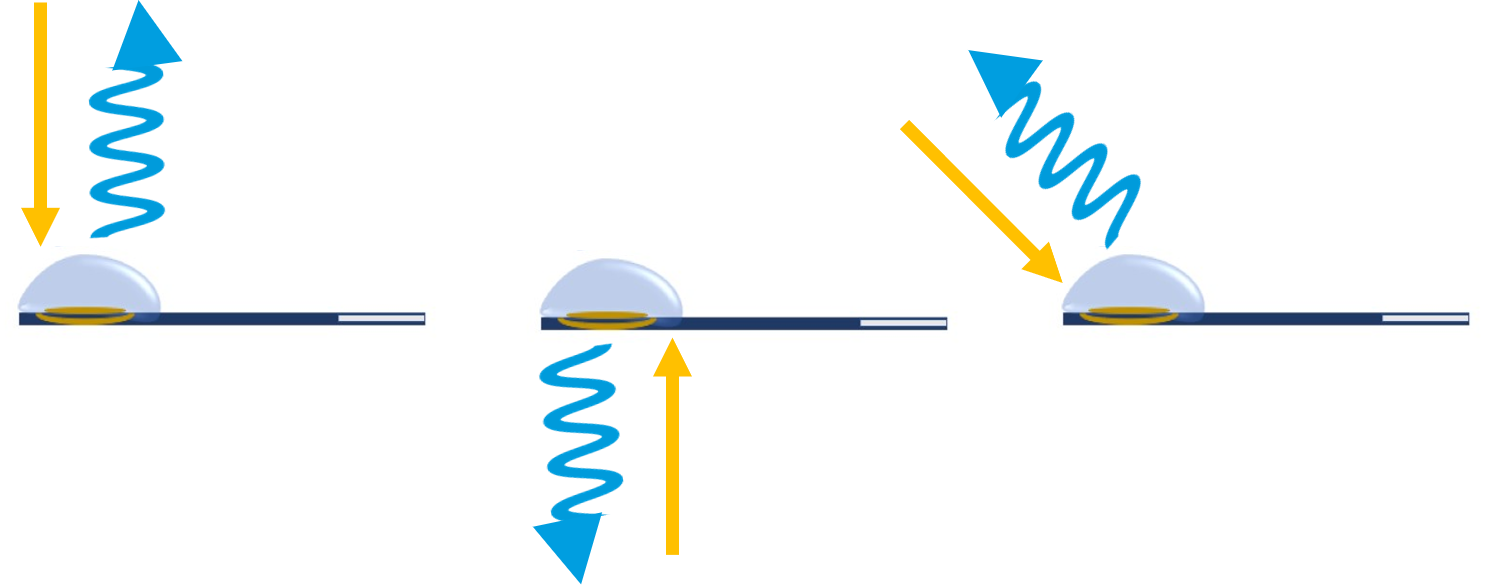
Configuraciones de Raman-SEC. La primera imagen muestra la configuración normal, la segunda la configuración de microscopio invertido y la última la configuración angular. Todas ellas se muestran sobre electrodos serigrafiados.

## Instrumentación
Para la realización de medidas espectroelectroquímicas Raman se utiliza la siguiente instrumentación: una fuente de luz, un espectrómetro Raman, un potenciostato, una celda espectroelectroquímica, un sistema de tres electrodos, dispositivos para conducir el haz de radiación, dispositivos de recogida y análisis de datos. En la actualidad, existen equipos comerciales que integran todos estos elementos en un único instrumento, simplificando significativamente la realización de experimentos espectroelectroquímicos.
- Fuentes de luz: suministra la radiación electromagnética que interacciona con la muestra durante el proceso electroquímico. En Raman-SEC, la fuente de luz empleada suele ser un láser correspondiente a las regiones de VIS o NIR, que emiten comúnmente a longitudes de onda de 532, 633, 785 y 1064 nm.[4] Aunque existe la posibilidad de utilizar otras muchas longitudes de onda, incluido el UV.
- Espectrómetro Raman: es un instrumento encargado de registrar la señal y proporcionar los espectros Raman de las moléculas presentes. En Raman-SEC habitualmente se emplean espectrómetros combinados con microscopios confocales (micro-Raman) encargados de eliminar la información fuera del foco, obteniendo así una excelente resolución espectral.[3][4] No obstante, es posible trabajar con espectrómetros Raman de baja resolución obteniendo resultados satisfactorios.
- Potenciostato/Galvanostato: dispositivo electrónico que permite controlar el potencial del electrodo de trabajo respecto al electrodo de referencia o controlar la corriente que pasa respecto al electrodo auxiliar.[4]
- Celda espectroelectroquímica (celda SEC): se trata de un dispositivo capaz de albergar un sistema de tres electrodos que permite registrar simultáneamente los espectros Raman de las especies presentes en el medio de reacción. Es el nexo de unión entre la técnica óptica y la electroquímica.[4][17]
- Sistema de tres electrodos que contiene un electrodo de trabajo, un electrodo de referencia y un electrodo auxiliar. Este sistema se puede simplificar utilizando electrodos serigrafiados que incluyen los tres electrodos en un único soporte.[3]
- Dispositivos para conducir el haz de radiación: lentes, espejos y/o fibras ópticas. Estas últimas conducen la radiación electromagnética a grandes distancias sin apenas pérdidas. Además, simplifican las configuraciones ópticas puesto que permiten trabajar con poca cantidad de disolución; de este modo, resulta más sencillo conducir y recoger la luz en las cercanías del electrodo.
- Dispositivos de recogida y análisis de datos: consiste en uno o varios dispositivos encargados de recoger las señales proporcionadas por el espectrómetro y el equipo electroquímico simultáneamente que, a través de un software adecuado se puede adquirir, transformar, analizar e interpretar las señales generadas.

## Aplicaciones
En los últimos años la espectroelectroquímica Raman se ha convertido en una herramienta muy importante en el estudio de procesos electroquímicos y en la caracterización de multitud de moléculas, proporcionando información específica in situ sobre las mismas. Algunas aplicaciones son:
- Materiales: Raman-SEC se emplea ampliamente en la investigación de nuevos materiales, como por ejemplo el grafeno, nanotubos de carbono o en la obtención de polímeros conductores, entre otras. Además, se aplica en la investigación de tintes, de moléculas orgánicas capaces de formar monocapas sobre el electrodo, y en el estudio de proteínas.
- Análisis cualitativo y cuantitativo: se corresponden a investigaciones aplicadas en muestras de alta complejidad, como por ejemplo la detección de melamina en la leche, identificación de bacterias, la detección de biomarcadores de ADN y/o ácido úrico en orina, entre otras. Además, se pueden llegar a detectar concentraciones muy bajas.
- Energía. Raman-SEC ha sido utilizada en el estudio de celdas solares, baterías y catalizadores para pilas de combustible.
- Procesos de transferencia de carga: Raman-SEC se emplea para monitorizar procesos de transferencia de carga en interfaces polarizables entre disoluciones de electrolitos inmiscibles.